# 아나 메나
아나 메나(Ana Mena, 1997년 2월 25일 ~ )는 스페인의 가수, 배우이다.

## 음반 목록
- Index (2018)